# دوشس النا ولادیمیرونای روسیه
دوشس النا ولادیمیرونای روسیه (به انگلیسی: Grand Duchess Elena Vladimirovna of Russia) (۱۷ ژانویه ۱۸۸۲ – ۱۳ مارس ۱۹۵۷) که بعد از ازدواج به نام شاهدخت نیکلاس یونان و دانمارک هم شناخته می‌شد، تنها دختر و کوچک‌ترین فرزند دوک بزرگ ولادیمیر الکساندروویچ روسیه و دوشس ماری مکلنبورگ-شورین بود. پدربزرگ پدری او الکساندر دوم روسیه بود. النا در ۲۹ اوت ۱۹۰۲ در روسیه با شاهزاده نیکلاس یونان و دانمارک، پسر سوم جرج اول یونان ازدواج کرد. النا و نیکلاس صاحب سه دختر به نام‌های اولگا، الیزابت و مارینا شدند. شاهزاده نیکلاس در سال ۱۹۳۸ بر اثر حمله قلبی درگذشت. شاهدخت النا در طول جنگ جهانی دوم در یونان ماند و در سال ۱۹۵۷ در آتن درگذشت. جسد او در گورستان سلطنتی کاخ تاتوی در نزدیکی آتن دفن شده.